# 940
Cette page concerne l'année 940  du calendrier julien. Pour l'année 940 av. J.-C., voir 940 av. J.-C. Pour le nombre 940, voir 940 (nombre).
L'année 940 est une année bissextile qui commence un mercredi.

## Événements
- Hiver : 
  - Lors d'une entrevue en Amiénois, Louis d'Outre-Mer renouvelle l'investiture de la Normandie à Guillaume Longue-Épée[1].
  - Louis d'Outre-Mer concède à l'archevêque Artaud de Reims le titre de comte et le droit de battre monnaie[2].
- 14 février : après l'échec d'une tentative de conciliation avec Hugues le Grand, Louis d'Outre-Mer rencontre Hugues le Noir sur la Marne[2].
- Juin ou juillet : l'archevêque Artaud est chassé de Reims par Hugues le Grand, Herbert II de Vermandois et Guillaume de Normandie et est remplacé par son rival Hugues de Vermandois. 
  - Hugues, Herbert et Guillaume vont ensuite assiéger Laon, capitale du roi Louis d'Outre-Mer. Celui-ci, alors en Bourgogne auprès d'Hugues le Noir, intervient promptement et le siège est levé à son approche ; il entre dans la ville avec Hugues et Guillaume de Poitiers, puis repart en Bourgogne[2].
- 8 juin : le roi de Germanie Otton Ier est à Mayence ; il entre en Lotharingie pour briser les dernières résistances et réorganiser le pays[2]. Il se réconcilie avec son frère Henri et le nomme duc de Lotharingie[1]. Il se rend ensuite à Attigny où Hugues le Grand et Herbert II de Vermandois lui rendent hommage après leur départ de Laon[2].
- Été : l'armée du roi de Germanie Otton Ier marche à travers la Francie occidentale jusqu'à la Seine contre Hugues le Noir, qui s’engage à ne plus nuire à Hugues le Grand et à Herbert et livre des otages[2].
- 15 septembre : Otton Ier est à Büllingen, à l'est de Malmedy[2].
- Automne : Louis d'Outre-Mer retourne à Laon après le retrait d'Otton. Il assiège la forteresse de Pierrepont dont les défenseurs lui livrent des otages puis marche sur la Lotharingie avec Artaud de Reims ; Otton repasse le Rhin et vient à sa rencontre. Une trêve est conclue[1].
- 23 décembre : début du règne de Al-Muttaqi, calife abbasside de Bagdad (fin en 944)[3].

- Thibaud le Tricheur devient le premier comte héréditaire de Blois de Chartres et de Châteaudun à la mort de son père Thibaud l'Ancien vers 940 et avec le soutien du duc Hugues le Grand[4].

- Les Sarrasins dévastent Fréjus et Toulon[5]. Ils brûlent l'abbaye Saint-Maurice d'Agaune en Valais[6]. Vers 940, ils criblent de flèches les moines de l'abbaye de Saint-Gall en procession autour de leur monastère mais sont dispersés par les troupes de l'abbé[7].
- Hugues d'Arles demande au calife de Cordoue de protéger les marchands provençaux qui commercent avec l'Andalousie des pirates sarrasins de Fraxinetum (La Garde-Freinet)[8].
- Famine en Italie[9].
- Les Hongrois envahissent l'Italie, mais sont battus près de Rome[10].